# Сагалло

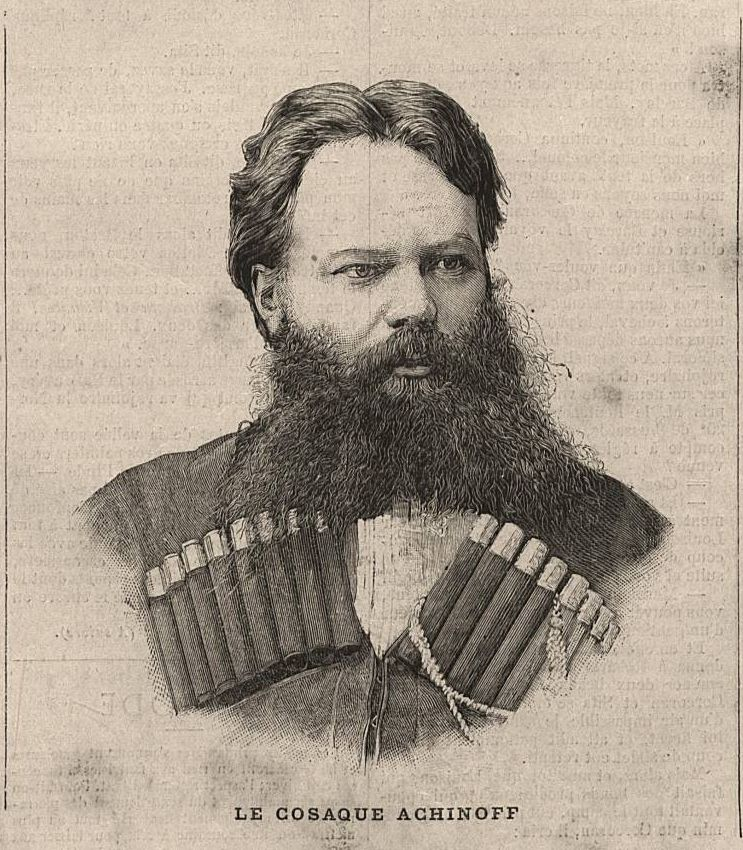
Николай Иванович Ашинов

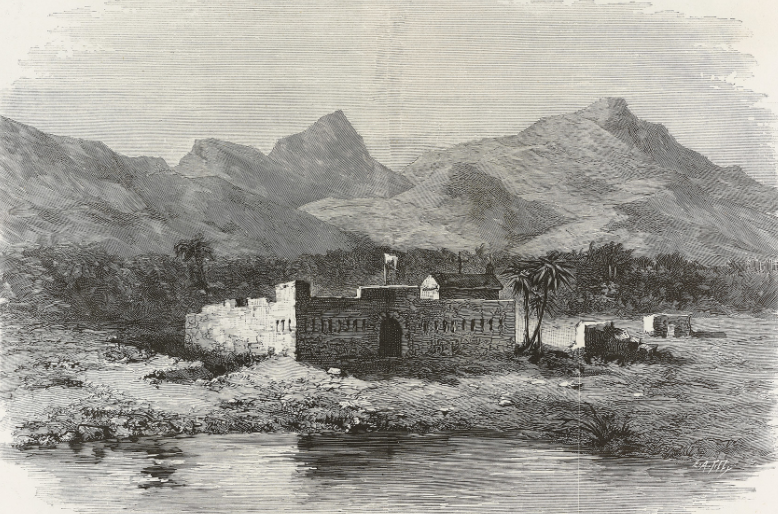
Крепость

Сагалло (Сагаллу́, фр. Sagallou) — заброшенный египетский форт, часть берега будущего Французского Сомали (сейчас Джибути); территория, которую пытались освоить и закрепить за Российской империей русские колонисты в начале 1889 года.
Командиром экспедиции являлся Николай Иванович Ашинов. После того, как полномочия основателя колонии и планы России не подтвердились, Франция, претендовавшая на эти территории, изгнала колонистов.

## Предыстория
Ещё в 1885 году пензенский мещанин Николай Иванович Ашинов, искатель приключений, отправился в Абиссинию (Эфиопию), задавшись планом содействовать политическому и церковному сближению этой христианской страны с Российской империей, и в этих видах вступил в контакт с императором Эфиопии Иоанном IV, выдавая себя за представителя российского правительства.
По задумке Ашинова, России требовалась надежная гавань для того, чтобы ходить из Чёрного моря в Тихий океан, или хотя бы иметь место, где можно было бы остановиться во время морских походов для пополнения запасов пресной воды или починки судов. Таким местом естественным образом являлся берег Сомали, где неподалёку находилась Абиссиния. Так что именно этот берег был выбран для колонизации, с последующим созданием русской колонии уже в самой Абиссинии.
Вернувшись затем в Россию, он, именуя себя «вольным казаком», затеял в 1888 году экспедицию в Абиссинию. Журнал «Нива» так отозвался о Николае Ивановиче: «Смелый авантюрист и начальник русских добровольцев, вызвавшихся сопровождать духовную миссию до негуса Иоанна».

## События

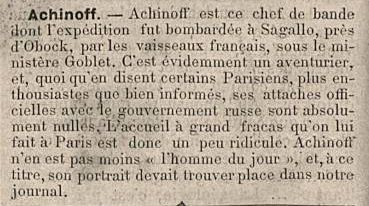
Статья в журнале «Le Progrès Illustré» от 1 марта 1891 г. «Achinoff — est ce chef de bande» (Ашинов — главарь банды)

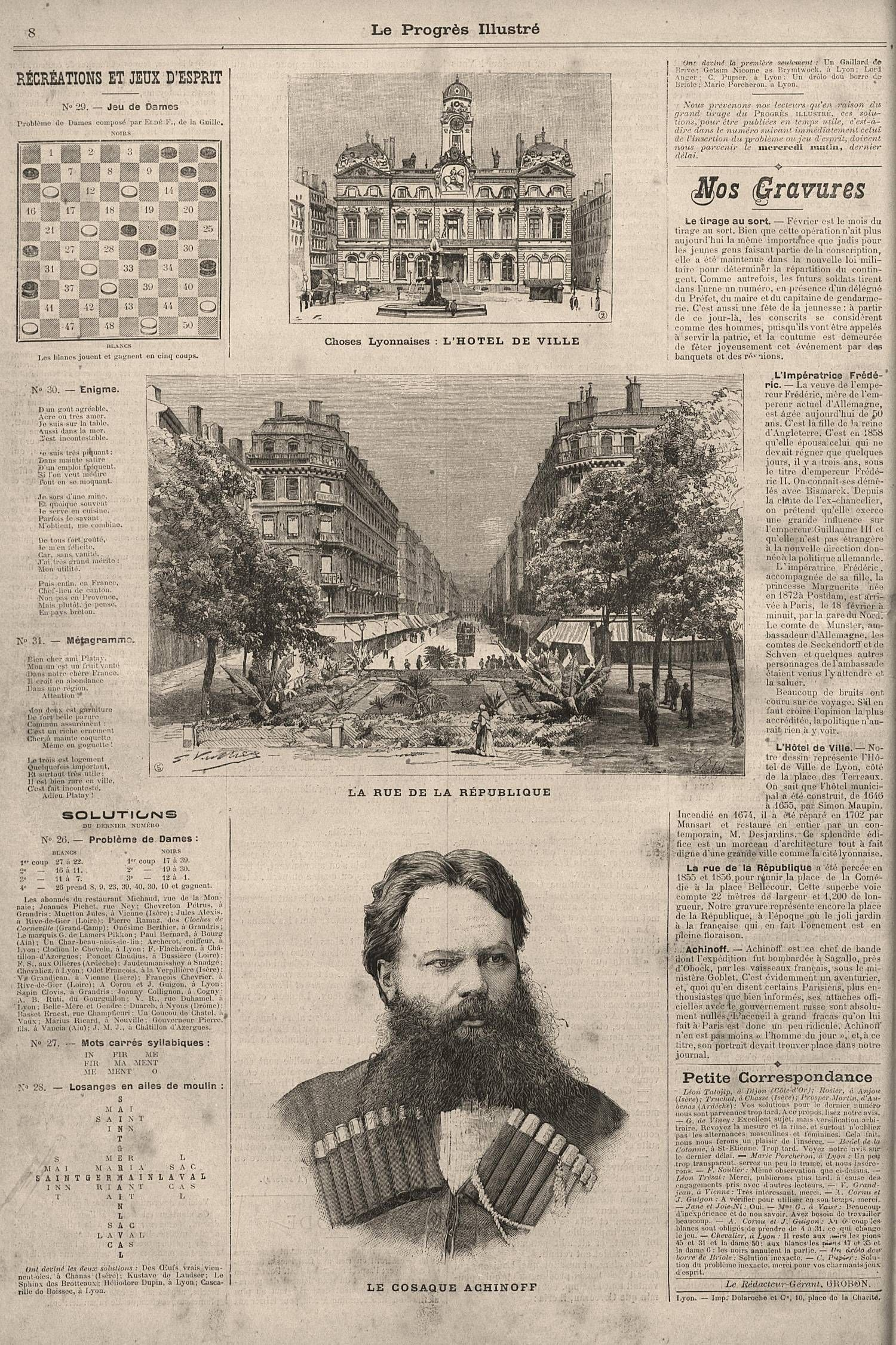
Страница «Le Progrès Illustré» с информацией об экспедиции Ашинова полностью.

10 декабря 1888 года на корабле «Корнилов» из Одессы в Александрию вышли Ашинов и 150 «русских добровольцев», которыми были 150 терских казаков. Из Александрии до Порт-Саида экспедицию доставил российский корабль «Лазарев». В Порт-Саиде за 36 тысяч французских франков Ашинову удалось нанять австрийский корабль «Амфитрида», который и доставил экспедицию до места назначения.
6 января 1889 года «Амфитрида» вошла в Таджурский залив. Таджура, небольшое поселение на побережье нынешнего Джибути, находилась под протекторатом Франции. Экспедицию встретили четверо казаков, которых Ашинов оставил для охраны багажа и припасов в свой предыдущий приезд, а также абиссинские священники, тоже ждавшие прибытия колонистов, в частности, архимандрита Паисия, духовного наставника предприятия. Впоследствии экспедиция планировала отправиться в Абиссинию.
Для закрепления на побережье и создания своеобразного форпоста на пути вглубь континента Ашинов должен был найти пристанище для миссии. Он нашёл заброшенный египетский форт Сагалло на побережье Французского Сомали (сейчас Джибути), где 14 января и обосновался караван. Форт Ашинов провозгласил русским и окрестил Новой Москвой, или станицей Московской, и сказал, что «пятьдесят вёрст по берегу и сто вглубь — русская земля». 28 января подняли русский флаг.
Для строительства у ашиновцев был лес; на земельных участках были посажены саженцы, привезённые из России и пятнадцать тысяч черенков винограда лучших крымских сортов. Ашиновцы привили никогда не выращиваемые здесь вишни и черешни. Для посадки были закуплены около ста масличных, лимонных и апельсиновых деревьев. На огородах появились огурцы, дыни, помидоры, арбузы. Разведка местности в окрестностях Сагалло обнаружила наличие соли, железной руды, каменного угля, а также горячий серный источник. Ашиновцы построили походную парусиновую церковь в честь святого Николая, подняли флаг религиозной миссии и торговый флаг.
Экспедиция Ашинова наделала много шума в печати вследствие ложных слухов о значительном числе её участников. Несколько человек, причастных к экспедиции, бежали в Обок — французскую территорию неподалёку. Французам стало известно, чем занимаются ашиновцы и где располагается русская колония, это и сыграло судьбоносную роль.
5 февраля казаки заметили французскую эскадру в составе крейсера и трёх канонерских лодок. Ашинов получил от посыльного письмо с ультиматумом, но не знавший французского языка, он поприветствовал генерала, так как не ожидал нападения со стороны дружественной Российской империи страны. Начался артиллерийский обстрел Сагалло. В ходе чудовищного обстрела было убито шесть человек: Дарья Марченко, Мария Мартынова (бывшая на последнем сроке беременности), её шестилетний сын Роман, дети «казака» Петра Рубцова — четырёхлетняя Матрёна и двухлетний Степан. Из «казаков», против которых, собственно, и была предпринята эта акция, погиб только один Михаил Шевченко. Французские снаряды разрушили все посадки. Над Сагалло в качестве белого флага подняли рубаху — Ашинов и поселенцы были арестованы французами.
Вскоре на клипере «Забияка» и пароходе Российского общества пароходства и торговли «Чихачёв» их доставили в Россию.